# Карпов, Павел Антонович
Павел Антонович Карпов (род. 6 апреля 2000, Екатеринбург) — российский игрок в мини-футбол, универсал. Игрок клуба «Газпром-Югра» и сборной России по мини-футболу. Один из лучших молодых игроков Суперлиги. Вице-чемпион Юношеских Олимпийских Игр 2018 и участник чемпионата Европы U-19 в составе сборной России. Чемпион России по мини-футболу в сезоне 2020/21, бронзовый призёр чемпионата России 2019/20 и 2022/23. В сезоне 2020/21 был признан лучшим молодым игроком. В сезонах 2021/22 и 2022/23 завоевал Кубок России.

## Биография
Родился в городе Екатеринбурге, Свердловская область. До 5 лет жил в городе Лесной. Сначала начал заниматься хоккеем, но позже полюбил футбол. При переезде в Екатеринбург в соседнем дворе находилась футбольная коробка, и именно там Павел начал заниматься футболом в секции екатеринбургского клуба ФК «Аякс». Первый тренер — Вадим Анатольевич Локтионов.
Затем попал на просмотр в школу по футболу «ВИЗ», где начал заниматься под руководством Игоря Вячеславовича Новикова. В юношеской сборной России дебютировал в 2017 году на Кубке развития УЕФА в Сербии, где сборная России U-17 заняла безоговорочное первое место. Вызывался во все возрастные категории юношеской сборной. Осенью 2018 года в Аргентине проходили Юношеские Олимпийские Игры, где российская сборная завоевала серебряные медали, уступив лишь в финале бразильцам. В 2019 году со сборной играл на чемпионате Европы U-19 по мини-футболу, забил 3 мяча в 3 играх. 
С 2019 по 2024 годы выступал за команду «Синара». В сезонах 2019/2020 и 2022/23 становился бронзовым призёром чемпионата России. В сезоне 2020/2021 завоевал золото чемпионата России; в том же сезоне был признан лучшим молодым игроком лиги. В сезонах 2021/2022 и 2022/23 завоевывал Кубок России.
В межсезонье 2024 года перешёл в клуб «Газпром-Югра»..
Дебютировал за национальную сборную России по мини-футболу в 2022 году.

## Достижения
Командные
- Чемпион России по мини-футболу: 2020/21
- Бронзовый призёр чемпионата России по мини-футболу: 2019/20, 2022/23
- Обладатель Кубка России по мини-футболу: 2021/22, 2022/23

В юношеских сборных
- Обладатель Кубка Развития УЕФА U-17: 2017
- Серебряный призёр Юношеских Олимпийских игр: 2018

Личные
- Лучший молодой игрок чемпионата России: 2020/21